# Grandes
Grandes è una raccolta dei Maná, distribuito e pubblicata per il mercato italiano.

## Tracce
1. Perdido En Un Barco 4.15
2. Rayando El Sol 4.15
3. Vivir Sin Aire 4.57
4. Te Lloré Un Río - 4:55
5. Te Lloré Un Río 4.55
6. Cómo Te Deseo 4.37
7. De Pies A Cabeza 4.41
8. No Ha Pardao De Llover 5.25
9. Déjame Entrar 4.25
10. Cuándo Los Ángeles Lloran 4:40
11. En El Muelle De San Blas  5.56
12. Clavado En Un Bar 5.16
13. Hechicera 5.05
14. Un Lobo Por Tu Amor 5.25
15. Corazón Espinado - 4.41

## Durata: 73.47
1. ↑  (EN) Con foto (PDF), su americanradiohistory.com, Music & Media (Pag. 5). URL consultato il 29 aprile 2020.